# 2,6-Dimethoxy-1,4-benzochinon
2,6-Dimethoxy-1,4-benzochinon ist eine chemische Verbindung aus der Gruppe der 1,4-Benzochinonderivate.

## Vorkommen

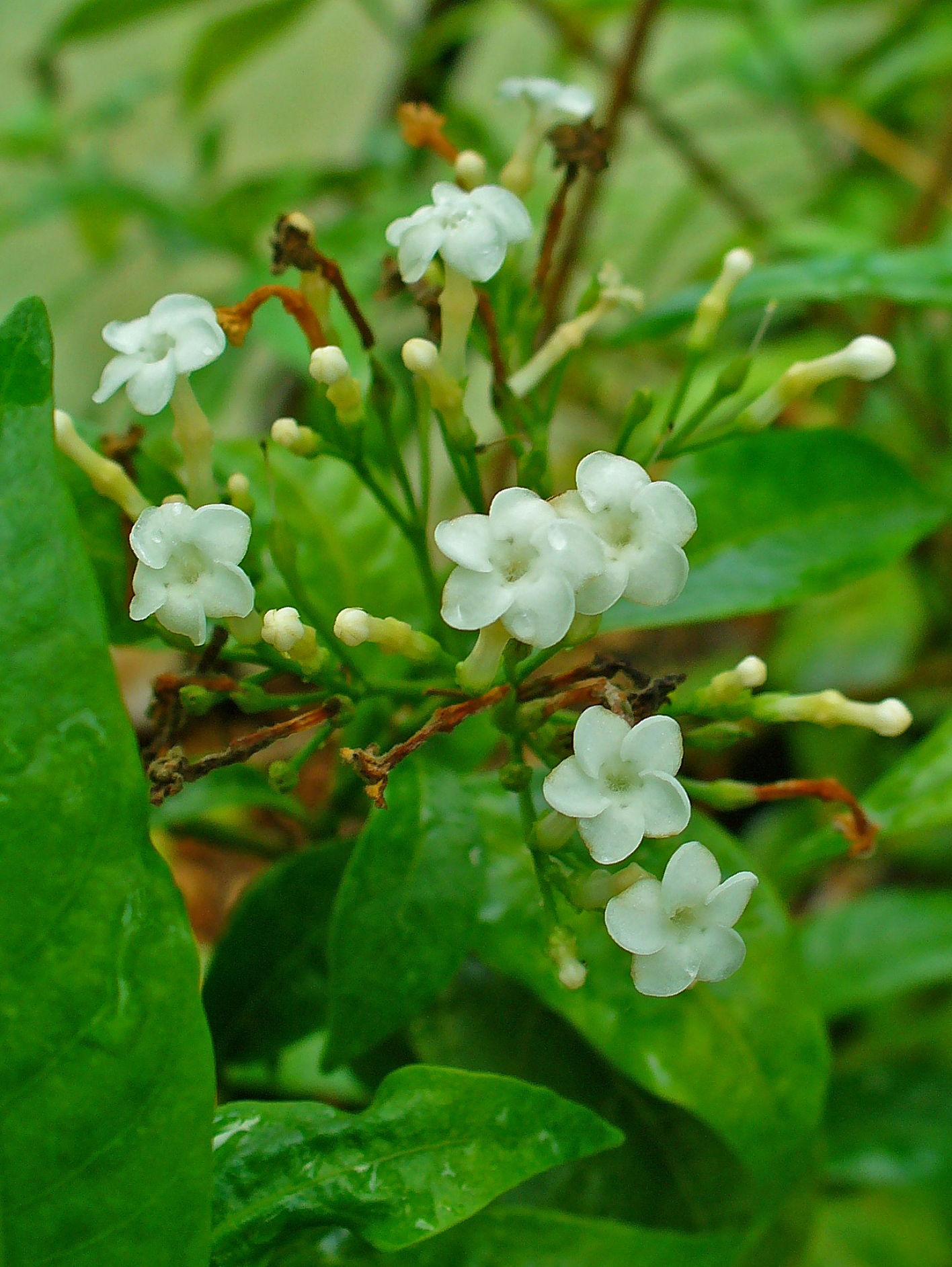
Die Indische Schlangenwurzel enthält 2,6-Dimethoxy-1,4-benzochinon

2,6-Dimethoxy-1,4-benzochinon entsteht als Produkt der Aktivität der bakteriellen Azospirillum lipoferum-Lakase auf phenolische Verbindungen des Syringa-Typs. Es ist einer der Bestandteile, die aus dem Rhizom von Gynura japonica isoliert werden und in vitro eine antithrombozytäre Aktivität aufweisen. Die Verbindung wurde auch im Götterbaum, der Borstigen Taigawurzel, der Balsam-Pappel, im Pfauenstrauch, der Roteiche, der Indischen Schlangenwurzel, in Rauwolfia vomitoria und Tibouchina pulchra, insgesamt in mehr als 25 Pflanzen und Bäumen nachgewiesen. Zuerst wurde sie 1930 durch Walter Karrer in der Blume Frühlings-Adonisröschen (Adonis Vernalis) entdeckt.

## Gewinnung und Darstellung
2,6-Dimethoxy-1,4-benzochinon kann durch Reaktion von 1,2,3-Trimethoxybenzol mit Salpetersäure in Ethanol gewonnen werden. Die Isolation kann durch Ausfällen in Wasser und mehrmalige Umkristallisation des Niederschlags ausgeführt werden.

## Eigenschaften
2,6-Dimethoxy-1,4-benzochinon ist ein gelber Feststoff, der wenig löslich in Wasser ist.

## Verwendung
2,6-Dimethoxy-1,4-benzochinon kann für die Synthese von 2-Aryl-3,5-dimethoxy-1,4-benzochinon-Derivaten verwendet werden.
Es ist ein nützlicher haustorienauslösender Faktor, der Haustorium dazu veranlasst, in pflanzliches Wirtsgewebe einzuwachsen.

## Sicherheitshinweise
Es ist ein Allergen, das Berichten zufolge bei Exposition gegenüber Holzstäuben verschiedene Haut- und Schleimhautsymptome verursacht.